# مختار التلیلی
مختار التلیلی (انگلیسی: Mokhtar Tlili؛ زادهٔ ۸ اکتبر ۱۹۴۲) بازیکن و مربی سابق فوتبال اهل تونس است.